# Lev Demine
Lev Stepanovitch Demine (en russe : Лев Степанович Дёмин) est un cosmonaute soviétique, né le 11 janvier 1926 et décédé le 18 décembre 1998.

## Vols réalisés
Le 26 août 1974, il s'envole à bord de Soyouz 15 comme ingénieur de vol, pour un peu plus de 2 jours. Le véhicule ne parvient pas à s'amarrer à la station Saliout 3. Il revient sur Terre le 28 août 1974.